# Колдечи
Колдечи (? — после 1190 года) — половецкий хан XII века.

## Биография
В 1190 году вместе с ханами Кобаном, Бегубарсом и Ярополком Томзаковичем возглавил половецкое войско и выступил в поход против русского войска, которым командовали княжичи Ростислав Рюрикович и Ростислав Владимирович.
Настигнув русских воинов и их союзников чёрных клобуков на берегу реки Ингулец половцы вступили в бой, но потерпели поражение в битве и понесли большие потери. В плен среди других половцев попал хан Кобан, который был отпущен за выкуп. Судьба остальных ханов, в том числе Колдечи неизвестна.